# Theodor Lerner
Theodor Lerner (Antweiler/Ahr, 10 de Abril de 1866 — Frankfurt am Main, 12 de Maio de 1931) foi um jornalista e explorador polar alemão que se notabilizou pela sua luta a favor da soberania alemã sobre a ilha do Urso, em Svalbard.